# 金門傀儡戲劇團
金門傀儡戲劇團成立在1988年的臺灣金門縣金城鎮，2018年登錄為金門縣無形文化資產，是臺灣唯二僅存的傀儡戲劇表演團體，另一個是高雄的錦飛鳳傀儡戲劇團。

## 歷史
金門傀儡戲劇團的前身為首任團長蔡甲庚（1933年12月23日—2023年3月2日）在1988年成立的「金西堡傀儡戲劇團」，蔡甲庚四子蔡遠進結束軍職生涯後，回鄉接棒父親蔡甲庚的傀儡表演技藝及團務，並將金西堡傀儡戲劇團更名為金門傀儡戲劇團。

## 流派
臺灣的傀儡戲分為南北兩種流派，金門傀儡戲劇團屬於南方的泉州流派，以高雄為中心，高雄的錦飛鳳傀儡戲劇團亦屬於泉州流派。主要以神明誕辰、婚禮酬神、祝壽祈福為主，音樂則以南管伴奏。

## 學習及傳承
早期的戲班多由班主一人同時擔任演師、樂器伴奏以及行政團務的工作，其他團員大多是臨時聘請，蔡甲庚在拜師許仕順，成立金西堡傀儡戲劇團後，亦是以此方式進行劇團的運作。在當時，並沒有使用紙本抄寫劇本來做記錄，僅以口傳心授的方式傳承。
第二任團長蔡遠進在尚未接手團務之前，有感於父親年邁，於是利用軍職的放假時間聽錄音帶學習，或是協助整理線材及木偶，接任團長後為了追本朔源，就到泉州拜師學藝 。在這個階段，蔡遠進做的不僅是在表演方面的技藝提升，與一般僅注重酬神儀式的戲班做出區隔之外，在教育方面，以「指掌春秋」為名進行校園巡迴演出，也多次到臺灣本島、大陸表演。
蔡遠進的兩個兒子蔡光銘、蔡光正，也跟著父親學習傀儡戲，在傀儡科儀和傀儡戲教學都有其貢獻。

## 獲獎
2018年1月4日由金門縣政府文化局評定，登入為金門縣無形文化資產，評定基準包含藝術性、地方性兩項，並依據其發展久遠的歷史脈絡、富有流派特色、木偶雕工精細等理由登錄，最後依據創團團長蔡甲庚的技藝具有代表性，現任團長、團員皆有傳習能力及意願，以及是金門唯一的傀儡戲劇團，作為最終認定的理由。